# Coccophagus bimaculatus
Coccophagus bimaculatus är en stekelart som beskrevs av Svetlana N. Myartseva 2004. Coccophagus bimaculatus ingår i släktet Coccophagus och familjen växtlussteklar. Inga underarter finns listade i Catalogue of Life.